# ポチ (アシカ)
ポチ（1948年頃 - 1977年10月13日）は、恩賜上野動物園で飼育されていたオスのカリフォルニアアシカである。1950年（昭和25年）に来園し、チンパンジーのスージーと並ぶ上野動物園野外劇場のスターとして人気を博した。1954年（昭和29年）来園の「チビ」との間に日本初の繁殖成功例となる「スイコ」などの子をもうけ、1977年（昭和52年）に死亡している。

## 生涯
上野動物園にアシカやオットセイなどの海生哺乳類が初来園したのは、1929年（昭和4年）のことである。上野動物園裏門近くの動物園事務所に隣接するアシカ池（最初はオットセイ池と呼ばれていた）は、1928年（昭和3年）から翌年にかけて海獣用のプールとして新設された。最初にオットセイが登場して人気を博し、1934年（昭和9年）8月21日には、カリフォルニアアシカ2頭も来園した記録がある。太平洋戦争の戦局が悪化した1943年（昭和18年）11月には、樺太（現在のサハリン）から6頭のオットセイが来園した（このうち2頭は間もなく死亡）。世間で食糧事情が窮迫している折に、このオットセイたちには1日あたりイカとイワシがそれぞれ2.5貫目（9.375キログラム）が与えられていたという。1944年（昭和19年）8月1日には、子供が2頭生まれた。そのうち1頭は翌日溺死したが、もう1頭は元気に育っていた。しかし、戦局は悪化の一途をたどり、東京の大部分は焼け野原となって毎日が空襲の脅威に直面する日々となった。次第にオットセイたちのエサは不足し始め、元気だった子供は同年の12月24日に死亡し、残ったオットセイたちも次々に餓死していった。最後に残ったメス1頭は終戦直前の1945年（昭和20年）7月10日に死亡し、海獣用のプールは主を失った。空いたプールは、アヒルやガチョウ、ペリカンなどの住まいとなった。
終戦後、日本の動物園は一致協力して復興への歩みを始めた。1939年（昭和14年）に創立された日本動物園水族館協会は、1946年（昭和21年）に総会を開いていた。1948年（昭和23年）7月に北海道へヒグマ収集隊を派遣して10頭の子グマを共同で購入し、1949年（昭和24年）にはカモ類400羽を導入分配した。この活動は、1950年（昭和25年）にカリフォルニアアシカの共同購入へと繋がっていった。この年の10月18日、アメリカ合衆国カリフォルニア州ハーモサビーチのマリン・エンタープライズという動物商を通して、推定年齢2-3歳の若いカリフォルニアアシカ18頭が購入された。アシカたちの体重は約30キログラムから40キログラム、購入価格は1頭当たり10万円で、当時は動物園の入場料が大人20円、小人10円、公務員の初任給が5500円という時代においてかなり高額なものであった。
アシカたちは上野動物園に4頭（メス1頭、オス3頭）、東山動物園、京都市紀念動物園、大阪市天王寺動物園、宝塚動植物園、小倉到津遊園（現在の到津の森公園）、熊本動物園、鹿児島鴨池動物園（現在の鹿児島市平川動物公園）にそれぞれ2頭ずつが送られ、すぐに各園の人気者となった。アシカたちが上野動物園に来園して約1か月後の11月16日、昭和天皇と香淳皇后は、東京都美術館で開催されていた日展を観覧後に上野動物園を訪れた。2人は象の体重測定などを観た後、アシカ池に立ち寄った。投げ与えられるエサの魚をアシカたちが泳ぎ回って巧みに受け取る姿を興味深げに見ていた昭和天皇は、自らも魚を手に取ってアシカに投げ与えた。香淳皇后も続いて魚を投げ与え、2人はアシカがエサを追って縦横に泳ぎ回る姿に興じていた。「人間天皇」のこの行動に対して、周囲の観客から2人に向けて拍手が起こるほどであった。
上野動物園では、1952年（昭和27年）に創立70周年を迎えるにあたって記念祭を計画していた。記念祭の行事は大規模なもので、イベントとして動物たちによるショーが予定され、その中にアシカのショーも含まれていた。調教の対象として選ばれたのは、オスのポチであった。一般に気性が荒く容易に人を近づけないとされていたオスのアシカの中で、ポチは比較的人懐こい印象があった。この選択は正しく、ポチは従順で訓練にもよくついてきたし、芸の覚えも早かった。
ポチとともに調教の対象となった動物には、チンパンジーのメス「スージー」がいた。スージーは1951年（昭和26年）に、ポチと同じくマリン・エンタープライズを通して購入された若い個体であった。ポチの訓練には当時21歳の山野辺幹夫、スージーの訓練には陸軍から復員して動物園の飼育係となり、後に「チンプ（チンパンジー）の山崎」と呼ばれて類人猿飼育の名人と評された山崎太三があたることとなった。2人にはともに動物を調教した経験はなく、兵庫県の宝塚動植物園に戦前にアシカの調教を経験した人物がいると聞いて調教の心得を学びに出向くほどであった。訓練期間中は山野辺と山崎は班を組み、一方の休務日にはもう一方が相手の動物の面倒を見ていた。スージーもポチも自分の担当には従順だったが、飼育係が代番となると反抗することがあり、2人の飼育係はともに生傷が絶えないありさまで、山崎はポチに足をかまれ、山野辺はスージーに抵抗されていた。それでも山野辺と山崎の熱心な取り組みに加えてポチとスージーの優れた素質もあって、上野動物園開園70周年記念祭の当日、2頭はともに見事な芸を披露し、ステージは大成功を収めた。ポチの得意芸の1つに、台上に乗って両方の前脚で行う拍手があった。一連の芸が終わった後にポチが拍手をすると、観客も大喜びで一緒に拍手喝采するほどであった。その他にアルプス越え、輪投げ、横転、逆立ち、傘乗りなどを習得していて、ポチの巧みなバランス感覚と1度覚えた芸は忘れない賢さは、しばしば山野辺を感嘆させていた。
70周年記念祭終了後も、ポチは引き続き野外劇場に出演して人気を博した。1955年（昭和30年）からは前年に来園したメスの「チビ」が一緒に舞台出演するようになって、その絶妙なコンビぶりでさらに人気を集めた。2頭のコンビは、性的成熟を迎えて繁殖の可能性を探るためにプールに戻ることとなった1957年（昭和32年）まで続いた。プールに戻ってもポチはサービス精神旺盛な個体であり、エサの時間になるとたびたびプール内の高い岩の上から豪快なダイビングを披露するようになった。ポチのダイビングは動物園を訪れる人たちを魅了し、エサの時間には多くの観客が集まってプールの周囲を取り巻いていた。
1962年（昭和37年）、上野動物園80周年記念祭が実施されることになり、ポチとチビに野外劇場へのカムバックという話が持ち込まれた。5年というブランクがあったため、山野辺は2頭が無事にステージを務められるかどうかを懸念していた。山野辺はその懸念を、当時上野動物園の動物病院で獣医を務めていた中川志郎（後に多摩動物公園園長、上野動物園園長、茨城県自然博物館館長、日本博物館協会会長などを歴任した）に打ち明けた。中川はポチとチビがステージの花形だった時代から2頭と山野辺の信頼関係をずっと見ていた。特にポチは山野辺を信頼しきっていて、時にはその腕を枕にしていびきをかいて寝入るほどであった。中川は山野辺の不安を打ち消すように「やれるさ、やれるはずだよ。ポチとチビだもの!」と力づけた。山野辺はその夜から2頭の特訓に入った。ポチとチビは5年間のブランクを感じさせない見事な芸を披露して、80周年記念祭のステージは大成功のうちに終わった。
ポチとチビは、ステージの上だけでなく実生活でも良好な関係を築いていた。1960年（昭和35年）の春ごろから2頭の仲睦まじさが目立つようになったため、山野辺は繁殖の可能性に期待を抱き始めた。1961年（昭和36年）の5月半ばには、チビの腹部が大きく下垂し、動作が鈍くなってプールに入るのを嫌がるようになってきた。それまで日本国内ではアシカの出産例がなかったため、いろいろな文献を確認したところ、チビの様子はまさしくアシカの出産の前兆を示していた。5月25日には、チビはエサをほとんど食べなくなってプール内はおろか陸上でも動くことが少なくなり、前脚で腹部をしきりにさする行動が目立っていた。このチビの行動を見た山野辺は、勤務時間が終わって交代する際に夜間飼育担当者にチビの様子に気をつけるように頼んで帰るようにしていた。
5月28日の夜から翌日の未明にかけて、チビはメスの子アシカを出産した。子アシカは後に「スイコ」と名付けられ、生後100日目頃までは順調に成育を続けていた。しかし、その頃からチビはスイコへの哺乳を拒否し始めていた。これはアシカが出産直後に次の子を妊娠するという生態のためで、胎児が大きくなるにつれて哺乳を嫌がるようになったからであった。山野辺はいろいろな魚の切り身やタタキをスイコへのエサとして与えてみたが、なかなか食べてくれなかった。スイコの衰弱が進んだために、相談した結果動物病院に入院させて人工保育をすることに決めた。入院後にも別の問題が持ち上がった。アシカに適合する乳汁が見つからないため、散々探し回った結果乳脂肪分20パーセントの特別製ミルクを製造している会社を見つけてそれを使うことにした。この特別製ミルクをカテーテルでスイコに与えると回復は目覚ましく、このミルクに浸した魚の切り身を食べるほどに元気になった。回復後にスイコをチビのもとに帰してみると、母子2頭はまたかつてのように仲良く過ごすようになった。後にスイコは両親の後を継いでステージに出演し、チビは合計で5頭の子を産んだ。
ポチは1973年（昭和48年）頃から白内障に罹り、ほぼ失明状態になっていた。1975年（昭和50年）11月12日、動物病院に山野辺が駆け込んできてポチの非常事態を告げた。清掃のために水を抜いていたプールに再び水をため始めたときに、突然ポチがダイビングしてプールの底に激突したということであった。ほとんど空に近い状態だったプールの底に200キロを超える体がぶつかったため、ポチはそのまま動けなくなってしまった。知らせを聞いた中川がプールに駆けつけると、一見して外傷は見当たらないものの、茶褐色の巨体は喘いでいる状態であった。ポチは直ちに入院し、この時は無事に回復した。1976年（昭和51年）9月23日、ポチの長年の功労に対して日本動物愛護協会から表彰を受けた。その頃のポチは老いが進んで動きが鈍くなっていた。1977年（昭和52年）10月13日、ポチは推定年齢29歳で静かに息を引き取った。飼育期間は26年と11か月26日に及び、アシカ類では長寿の個体であった。チビは1982年（昭和57年）12月6日まで生存し、ワイル氏病（レプトスピラ病）に罹患して推定年齢30歳、飼育期間27年7か月で死亡した。これは当時世界で2番目の長寿記録であった。
「アシカの山野辺」と呼ばれて飼育名手の評判をとった山野辺は、1994年（平成6年）に死去した。山野辺の墓地には、吻端にボールを乗せた小さなアシカの石像と、ありし日の山野辺とポチが一緒に泳ぐ姿のレリーフが設置されている。